# Melanophilharmostes palustris
Melanophilharmostes palustris är en skalbaggsart som beskrevs av Rudolph Petrovitz 1968. Melanophilharmostes palustris ingår i släktet Melanophilharmostes och familjen Hybosoridae. Inga underarter finns listade i Catalogue of Life.